# Lilly Wust
Charlotte Elisabeth « Lilly » Wust (1er novembre 1913 – 31 mars 2006) est une femme au foyer allemande, épouse d'un agent bancaire et soldat pendant la Seconde Guerre mondiale, connue pour son amour tragique lesbien avec Felice Schragenheim, que relate le film de 1999, Aimée et Jaguar, et le livre homonyme d'Erica Fischer.
Le 31 août 1995, elle est déclarée Juste parmi les nations par le mémorial de Yad Vashem, pour ses efforts pour sauver des femmes juives de la persécution nazie.

## Seconde Guerre mondiale
Résidant à Berlin-Schmargendorf avec ses quatre enfants et une femme de ménage au début des années 1940, tandis que son mari est à la guerre. Elle est également récipiendaire de la Médaille du mérite maternel, la plus haute distinction familiale de l'Allemagne nazie. Elisabeth Wust est introduite par cette dernière auprès d'une femme nommée Felice Schragenheim (alias Felice Schröder). Après avoir passé du temps avec elle et en être tombée amoureuse, Wust apprend que Schragenheim a besoin de protection contre les autorités nazies en tant que membre de la Résistance allemande et en tant que femme juive.
Elles se font la cour de façon traditionnelle[Combien ?], selon Kate Connolly, la correspondante à Berlin pour The Guardian US[Quoi ?] au moment de son entrevue de 2001 avec Lilly Wust. Après leur rencontre, Schragenheim « vient prendre le thé chez Lilly presque tous les jours, apportant des fleurs et des poèmes. Entre chaque visite, les deux s'écrivent ». Lorsque Wust est hospitalisée pour une septicémie dentaire en mars 1943, Schragenheim « lui apporte des roses rouges tous les jours... Le 25 mars, les deux se sont « engagées », signant des déclarations écrites de leur amour, scellé par un contrat de mariage trois mois plus tard »,.
Le couple commence à vivre ensemble après la séparation légale de Wust et de son mari, en 1942 ; elles restent en couple jusqu'en juillet 1944 lorsque Schragenheim est signalée aux autorités nazies et capturée par la Geheime Staatspolizei (Gestapo). Arrêtée dans la maison qu'elle partage avec Wust, Schragenheim est emmenée au camp de transit de Berlin, sur la Schulstraße ; elle y reste jusqu'au 4 septembre 1944, jour où elle est déportée au camp de concentration de Theresienstadt en Tchécoslovaquie. Malgré le danger, Wust fait des visites répétées à Schragenheim à la Schulstraße, et tente d'organiser une visite auprès d’elle à Theresienstadt, mais le commandant du camp refuse.
Un peu plus d'un mois plus tard, le 9 octobre 1944, Schragenheim est transportée au camp de concentration d'Auschwitz après avoir été condamnée à mort. Elle est probablement morte la nuit du 31 décembre 1944, selon les historiens du mémorial de Yad Vashem, qui déclarent que « Wust a pu échapper à la sanction [pour avoir caché Schragenheim dans sa maison] parce qu'elle est mère de quatre enfants dont le père est sur le front ». D'autres historiens indiquent que, peut-être en décembre 1944, Schragenheim et d'autres prisonniers sont envoyés par les fonctionnaires d'Auschwitz pour une marche de la mort vers Gross-Rosen et peut-être aussi dans une seconde marche de la mort vers Bergen-Belsen. Bien que son sort exact soit inconnu, une cour de Berlin rend une décision en 1948, qui définit la date de son décès comme le 31 décembre 1944.
En raison de son implication avec Schragenheim, Elisabeth Wust fait face à une surveillance accrue et à une campagne de harcèlement par les fonctionnaires nazis. Elle doit se faire recenser par la police locale tous les deux jours après l'arrestation de Schragenheim, mais cela ne fait que renforcer la volonté de Wust de protéger les autres femmes d'un destin semblable à celui vécu par Schragenheim. Après sa rencontre avec Lucie Friedländer, Katja Lazerstein, et le Dr Rosa Ohlendorf trois semaines avant Noël 1944, Wust décide de cacher ces trois femmes dans un étage de sa maison à Berlin. Toutes les trois survivent à la guerre ; cependant, Friedländer, gravement traumatisée, se suicidera.
Après la guerre à Berlin, elle récupère l'étoile jaune de Schragenheim et emmène ses fils à la synagogue. Elle tente plusieurs fois de se convertir mais la communauté juive berlinoise la rejette.

## Mort
Plus de soixante ans après la mort de sa bien-aimée, Felice Schragenheim, Elisabeth Wust succombe à des complications de la vieillesse. À la suite de son décès à l'âge de 92 ans le 31 mars 2006, elle est inhumée au Dorfkirche Giesensdorf (le cimetière de l'église du village de Giesensdorf), à Lichterfelde (Berlin). Sa pierre tombale sert également comme monument commémoratif pour Schragenheim.

## Héritage et honneurs
Au cours de la première moitié des années 1990, Elisabeth Wust vend les droits de son histoire d'amour avec Felice Schragenheim à la journaliste autrichienne Erica Fischer, qui étudie la poésie et les lettres du couple et publie un livre en 1994, Aimée & Jaguar, qui est ensuite adapté à l'écran en 1999 sous le titre Aimée et Jaguar,. En 2018, le livre de Fischer est disponible en 20 langues.
Le 31 août 1995, Elisabeth Wust est déclarée Juste parmi les nations par Yad Vashem, pour ses efforts pour protéger trois femmes juives de la persécution nazie.
Interrogée en 2001, Wust se souvient de son temps avec Schragenheim :

« Cela a été le plus tendre amour que vous pouvez imaginer. J'ai été assez expérimentée avec des hommes, mais avec Felice j'ai atteint une compréhension du sexe bien meilleure qu'auparavant. Il y avait une attraction immédiate, et nous flirtions outrageusement. J'ai commencé à me sentir en vie comme jamais. Elle était ma moitié, littéralement mon reflet, mon image dans le miroir, et pour la première fois, j'ai trouvé l'amour esthétiquement beau et tendre. Deux fois depuis qu'elle est partie, j'ai senti son souffle, et une présence chaleureuse à côté de moi. Je rêve que nous allons voir encore une fois - je vis dans l'espérance. »